# Driving Miss Daisy
Driving Miss Daisy er en Academy Award-vindende amerikansk komedie drama fra 1989 med Morgan Freeman og Jessica Tandy i hovedrollerne. Instrueret af Bruce Beresford. Filmen er baseret på Alfred Uhrys skuespil med samme titel fra 1987. Morgan Freeman spiller den mandlige hovedrolle i både skuespil og film.
Filmen blev tildelt fire Academy Awards: Oscar for bedste film Oscar for bedste skuespillerinde Oscar for bedste filmatisering (Alfred Uhry) og Oscar for bedste make-up. Der blev også tildelt en BAFTA Award (Jessica Tandy), tre Golden Globes og Writers Guild of America.
Driving Miss Daisy blev godt modtaget af kritikerne og blev også et hit hos publikum.

## Handling
Den excentriske sydstatsenke Daisy Werthan på 72 år mister herredømmet over sin elegante Chrysler og ”lander” i naboens have. Hun kommer ikke til skade, men hendes søn synes, hun er blevet for gammel til at køre selv. Uden hans mors samtykke ansætter han en sort chauffør – den rare enkemand Hoke Colburn. Men hun er stædig og vil hellere køre selv. I løbet af de 25 år Hoke kører Daisy, udvikles der langsomt et venskab imellem de to.
Handlingen strækker sig fra 1948 til 1973.

## Medvirkende
- Morgan Freeman som Hoke Colburn
- Jessica Tandy som Daisy Werthan
- Dan Aykroyd som Boolie Werthan
- Patti LuPone som Florine Werthan
- Esther Rolle som Idella
- Joann Havrilla som Miss McClatchley
- William Hall, Jr. som Oscar
- Muriel Moore som Miriam
- Sylvia Kaler som Beulah

## Priser
- Oscar 1990, Bedste film
- Oscar 1990, Bedste kvindelige hovedrolle
- Oscar 1990, Bedste adapterede manuskript
- Berlin 1990, Bedste kvindelige skuespiller
- Berlin 1990, Bedste mandlige skuespiller
- Golden Globes 1990, Bedste komedie
- Golden Globes 1990, Bedste mandlige hovedrolle (komedie)
- Golden Globes 1990, Bedste kvindelige hovedrolle (komedie)